# سیارک ۱۲۴۴۳
سیارک ۱۲۴۴۳ (به انگلیسی: 12443 Paulsydney، نامگذاری:1996EQ2) دوازده هزار و چهارصد و چهل و سومین سیارک کشف شده‌است که در ۱۵ مارس ۱۹۹۶ کشف شد.
قدر مطلق سیارک برابر ۱۲٫۳۰ است.